# 원룸, 햇볕 보통, 천사 딸림.
《원룸, 햇볕 보통, 천사 딸림.》(일본어: ワンルーム、日当たり普通、天使つき。 완루무 히아타리 후쓰 덴시 쓰키[*])은 matoba가 지은 일본의 만화 작품다. 《월간 소년 간간》(스퀘어 에닉스)에 2020년 10월호부터 연재 중이다. 아파트에서 혼자 생활을 하는 남자 고교생의 집에 온 천사와 동거하는 모습을 그리는 러브 코미디다.

## 줄거리
평범하지만 평온한 생활을 하고 있던 소년 토쿠미츠 신타로의 집에 어느 날 천계에서 천사와 함께 내려왔다. 토와는 신에게 인간을 배울 것을 명령받았다. 선성이 너무 강해서 사람을 의심하는 일을 모른다고 걱정한 신타로는 그녀를 맞이해 인간계를 가르친다. 2명의 주위에는 인외의 소녀들이 모여, 신타로의 일상은 활기차게 된다.

## 등장인물
토쿠미츠 신타로(徳光 森太郎)
성우 - 우메다 슈이치로, 이시가미 시즈카(어린 시절)
본작의 주인공. 아파트에서 혼자 살고있는 고등학교 1학년. 사람 좋고 귀찮은 편이 좋고, 확고한 성격.
어느 날, 베란다에서 자고 있는 토와를 발견, 처음에는 종교 관계나 전파계라고 생각해 억지로 쫓아냈지만, 아르바이트로부터의 귀가 도중에 중년 남성에게 호텔에 데려갈 것 같아진 토와를 발견, 마의 손으로부터 구출해 자신을 소중히 하도록 간하지만 전날부터의 감기가 악화해 의식을 상실해 버린다. 그 후 쓰러진 자신을 자택에 데리고 돌아와 간병을 하고 밀크팬이 음식까지 만들어 준 토와의 상냥함을 언급해, 그녀를 얹혀살 것을 결단한다. 또한 이때 등의 날개를 보여주며 다시 기절, 다음날 아침 이불에서 옆으로 누우면 등에 작은 날개를 시인하여 꿈 따위가 아닌 그녀가 정말 천사임을 인식했다.
토와의 등장에 처음이야말로 놀라 부정했지만, 타고난 상냥함과 마음의 깊이로 차례차례 나타나는 이상한 존재의 소녀들에게도 차별없이 대할 수 있어, 결과적으로 소녀들로부터 신뢰와 호의를 받게 된다.
토와(とわ)
성우 - 토노 히카루
천계의 신으로부터 보내진 천사. 건강하고 상냥한 성격을 하고 있다.
인간을 알게 된다는 목적으로 지상에 파견되어 신타로의 방의 베란다에 도착해 거기서 자고 버리고 다음날 아침 신타로에게 강우와 신타로가 잘못 걸린 수프로 흠뻑 젖은 상태로 발견된다.
(사후 승낙이지만) 베란다를 잠자리로 빌려 주신 답례가 하고 싶다고 말해, 한 번은 쫓겨나지만, 의심을 모르는 토와의 위험한 모습을 신타로는 간과할 수 없고, 결국 동거 생활을 시작하게 되었다.
츠츠미 츠무기(堤 つむぎ)
성우 - 타메가이 하나
신타로의 클래스 메이트.
초등학생 시절에 이웃 마을의 친척 집에 갔을 때 마음대로 혼자 걸어, 길을 잃었던 것을 도움을 받은 것을 계기로 신타로에게 호의를 가지고 이래 9년간 계속 변함없이 계속 생각하고 있던 독특한 소녀.
만남은 그 한 번만으로 이후 신타로는 전혀 만날 수 없었지만, 같은 고등학교에 입학해 있던 신타로를 우연히 발견, 운명적인 재회와 감격하는 것도, 솔직하지 못하고 츤데레와 같은 태도를 취해 버리기 때문에 그 생각은 전혀 신타로에 도착하지 않았다.
이즈미 노엘(和泉 のえる)
성우 - 오오니시 사오리
신타로와 같은 학교에 다니는 동급생. 아르바이트처도 같고, 직장적으로는 신타로보다 뒤에 들어간 후배.
설녀의 가계에서 기분이 느껴지면 주위의 기온을 저하시켜 눈보라를 일으켜 버리는 등, 감정의 컨트롤이 심하게 서투르고 시원하게 행동하고 있는 중에 타인과의 관계가 점점 풀리지 않게 되어, 전혀 친구가 없는 나날을 보내고 있었다.
시우(しう)
성우 - 쿠노 미사키
천사 중 하나로 외모적으로는 유녀. 우유를 좋아하고 흥분시에도 마시면 진정된다.
토와가 지상에 오고 나서 일주일 만에 불안에 휩쓸려 신께 부탁해 시간제한으로 지상에 파견하게 했다.
릴리슈카(リリーシュカ)/카가미 사유리(賀上 さゆり)
성우 - 오구라 유이
신타로의 동급생으로 2반의 학생. 메이드 카페에서 아르바이트하고 있지만, 그 정체는 붕대, 안대, 카라콘으로 무장한 중2병 전개의 흡혈귀이며, 학교에서는 오컬트 연구부에 소속되어 있다.
덧붙여서 본명은 보통 일본 이름의 '카가미 사유리'이며, '릴리슈카'는 본고장 유럽의 흡혈귀에의 동경으로부터 본명의 사유리의 일부 '유리(ゆり)=릴리(リリィ)'를 바탕으로 자신이 마음대로 생각한 흡혈귀명. 다소 어렵지만, 인간이 아니라 일본인의 피가 흐르는 흡혈귀이며, 유럽의 흡혈귀에 동경하고 행동하고 있다. 날개와 송곳니는 진짜이며 하늘을 날 수 있다.
츠루미 히스이(蔓深 ひすい)
성우 - 타카오 카논
릴리슈카의 클래스메이트로 오컬트 연구부원. 릴리슈카처럼 몸집이 작고 화려한 체계의 안경소녀.
매우 겁이 많은 성격이며, 릴리슈카 이외의 다른 사람에 대해서는 언제나 벌벌 떨고 있다. 엄격한 가문으로 사용인도 여성만의 환경에서 자라 남자에게 내성이 전혀 없기 때문에, 남자인 신타로에 대해서는 첫 대면 때에 깜짝 울어버렸지만, 용기가 나오지 않는 자신의 존재와 분명히 말할 수 없이 사람에게 싫은 생각을 하게 해 버리는 자신을 부끄럽지만, 그것을 털어놓고 서서히 개선에 노력하고 있다. 자신의 친가에서의 오컬트 연구부 합숙에서, 우연히 신타로와 입욕해 버리게 되었지만, 그의 존재에 의해 모두가 모여 자신에게도 친구가 늘었다고 하는 것을 이해하고 있어, "토쿠미츠군에게는 사람을 안심시키는 매력이 있다"고 솔직한 생각과 감사를 전했다.
세노 슈이치(瀬野 修一)
성우 - 오오츠카 타케오
츠무기의 클래스메이트이자 소꿉친구.
토쿠미츠 마리(徳光 マリ)
성우 - 카야노 아이
신타로의 이모. 28세. 스쿠에니사에서 일하는 만화가로, 신타로의 방의 주인.

## 서지 정보
- matoba 《원룸, 햇볕 보통, 천사 딸림.》 스퀘어 에닉스 〈간간 코믹스〉
  1. 2021년 4월 12일 발매[1][4], ISBN 978-4-7575-7196-9
  2. 2021년 10월 12일 발매[5], ISBN 978-4-7575-7528-8
  3. 2022년 4월 12일 발매[6], ISBN 978-4-7575-7875-3
  4. 2022년 10월 12일 발매[7], ISBN 978-4-7575-8198-2
  5. 2023년 4월 12일 발매[8], ISBN 978-4-7575-8520-1
  6. 2023년 10월 12일 발매[9], ISBN 978-4-7575-8847-9
  7. 2024년 4월 12일 발매[10], ISBN 978-4-7575-9149-3

## TV 애니메이션
2023년 10월 4일 텔레비전 애니메이션화가 발표되었다. 2024년 4월부터 6월까지 TOKYO MX 등에서 방송되었다.

### 스태프
- 원작 - matoba
- 감독 - 오오니시 켄타
- 시리즈 구성·각본 - 야스카와 쇼고
- 캐릭터 디자인 - 카미타케 유야
- 프롭 디자인 - 쿠도 코헤이
- 색채 설계 - 요시다 하야토
- 미술 감독 - 네기시 다이스케
- 미술 설정 - 카이즈 토시코
- 촬영 감독 - 아오키 무츠키
- 편집 - 혼다 유키
- CG 디렉터 - 나카지마 유타카
- 음향 감독 - 나카타니 노조미
- 음향 제작 - 부시로드 무브
- 음악 - 타키자와 슌스케
- 음악 제작 - 일본 컬럼비아
- 치프 프로듀서 - 하야시 히로유키, 키무라 야스타카, 사카야나기 케이지, 타니구치 히로야스, 우치야마 유키
- 프로듀서 - 요시타케 신타로, 코마츠 쇼타, 마츠무라 나오, 오오누키 유스케, 우에무라 슌이치, 시오타니 나오후미
- 애니메이션 프로듀서 - 야마다 유키
- 애니메이션 제작 - 오쿠루토 노보루
- 제작 - 천사 딸림 제작위원회

### 주제가
君色のキセキ
오구라 유이에 의한 오프닝 테마. / 작사 - 오구라 유이 / 작곡·편곡 - 타케다 마사야(Dream Monster)
Sunny Canvas
산도리온에 의한 엔딩 테마. / 작사 - 이소가이 요시에, 에이코 / 작곡·편곡 - 와타나베 체루

### 방영 목록
| 화수   | 제목                                                               | 그림 콘티                       | 연출            | 작화 감독 | 총작화 감독                   | 방송일         |
| ------ | ------------------------------------------------------------------ | ------------------------------- | --------------- | --- | ----------------------------- | -------------- |
| 제1화  | とわと森太郎 토와와 신타로                                         | 오오니시 켄타                   | 오오니시 켄타   | 카미타케 유야 사이토 다이스케 미야자키 사토미 | 카미타케 유야                 | 2024년 4월 6일 |
| 제2화  | お弁当作ってもいいですか? 도시락을 만들어도 될까요?                | 오키타 미야나                   | 오오니시 켄타   | 藤彩七 遠藤里蘭 에지마 아카리 사이카 타케우치 히로시 타쿠라 카노 하타 아이코 타카하시 나나 縣田扇子 모리이즈미 아야코 토도로키 미호 사카모토 스미레 니시하라 치아키 紫灯珈 우에아카 유카리 시미즈 료타 나카가와 미노루 키다 시오리 tofu                                                  | 미야자키 사토미 카미타케 유야 | 4월 13일       |
| 제3화  | つめたい友達 차가운 친구                                           | 오키타 미야나                   | 이와타 요시히코 | 가이 카쿠토 Triple A 카미타케 유야 | 카미타케 유야                 | 4월 20일       |
| 제4화  | 現物の説得力ってすごいわ 실물의 설득력은 굉장해                    | 사사키 타츠야                   | 사사키 타츠야   | 사이토 다이스케 무라카미 마키 미야자키 사토미 | 미야자키 사토미               | 4월 27일       |
| 제5화  | ふたりの放課後、ふたつの放課後 두 사람의 방과 후, 둘의 방과 후     | 오오니시 켄타                   | 오오니시 켄타   | 카키우치 아야코 와타나베 코지 시미즈 카츠유키 야마시타 키요미 慧敏 | 카미타케 유야                 | 5월 4일        |
| 제6화  | 襲来・低気圧幼女 습격 · 저기압 소녀                                | 요시카와 히로아키               | 무라카미 츠토무 | 蓋春垚 江湧 陈玉峰 赵玲 | 미야자키 사토미               | 5월 11일       |
| 제7화  | 原稿明けの漫画家は大体こう 원고가 끝난 후의 만화가는 대체로 어떻게 | 아베 유이치                     | 사사키 타츠야   | 藤彩七 遠藤里蘭 에지마 아카리 사이카 縣田扇子 타카하시 마나 하타 아이코 토도로키 미호 타케우치 히로시 타쿠라 카노 니시하라 치아키 사카모토 스미레 모리이즈미 아야코 카와모토 카즈타카 紫灯珈 우에아카 유카리 시미즈 료타 야다 타츠야 스즈키 리노 키다 시오리 카미타케 유야 오오니시 켄타 | 카미타케 유야                 | 5월 18일       |
| 제8화  | すばらしきかな様式美の世界 근사하구나 형식미의 세계                | 요시카와 히로아키               | 타케하라 유타   | 와타나베 코지 시미즈 카츠유키 야마시타 키요미 사이토 다이스케 코토부키 무로우 카키우치 아야코 오오니시 켄타 키비단고 14호 拾月動画 STUDIO MASSKET | 사키모토 사유리               | 5월 25일       |
| 제9화  | こわくないよ 무섭지 않아                                           | 와리타 케이스케                 | 와리타 케이스케 | 카키우치 아야코 키비단고 14호 拾月動画 빛의 정원 애니메이션 無錫市淏明動漫 知萌medio | 카미타케 유야                 | 6월 1일        |
| 제10화 | とわものえるも、勉強中 토와도 노엘도, 공부중                       | 요시카와 히로아키               | 와리타 케이스케 | 카키우치 아야코 카와우치 미오 사이토 다이스케 키비단고 14호 White Line 知萌medio 杭州神在動画 拾月動画 無錫市淏明動漫 | 사키모토 사유리               | 6월 8일        |
| 제11화 | 合宿に行こう! 합숙에 가자!                                         | 사사키 타츠야                   | 사사키 타츠야   | 시미즈 카츠유키 코토부키 무로우 拾月動画 빛의 정원 애니메이션 | 카미타케 유야                 | 6월 15일       |
| 제12화 | 高いところに行ってみた 높은 곳으로 가 보았다                       | 요시카와 히로아키 오오니시 켄타 | 오오니시 켄타   | 누마자와 유이치로 오카자키 코타로 오오키 아야코 카키우치 아야코 사이토 다이스케 륫치 오오니시 켄타 知萌medio 無錫市淏明動漫 | 카미타케 유야                 | 6월 22일       |